# Virginia Madsen
Virginia Gayle Madsen (n. 11 septembrie 1961, Chicago, Illinois, SUA) este o actriță și producătoare de film americană. Ea a debutat în film odată cu rolul ei din Colegi de cameră (1983), care a fost realizat în orașul Chicago natal. După ce s-a mutat în Los Angeles, regizorul David Lynch a distribuit-o ca prințesa Irulan în filmul științifico-fantastic Dune (1984). Madsen a jucat apoi într-o serie de filme de succes pentru adolescenți, printre care Vise electrice (1984), Fete moderne  (1986) și Fire with Fire (1986). 
Madsen a avut parte de o recunoaștere suplimentară odată cu rolul principal ca Helen Lyle în filmul de groază Candyman (1992). A primit o aclamare critică pentru interpretarea sa ca Maya în filmul de comedie dramatică Sideways (2004) regizat de Alexander Payne, rol pentru care a primit numeroase premii, inclusiv nominalizări la Globul de Aur și la Premiul Oscar pentru cea mai bună actriță în rol secundar. Printre alte apariții ale sale se numără Long Gone (1987), Gotham (1988), Un loc fierbinte (1990), Profeția (1995), Fantome pe Mississippi (1996), Omul care aduce ploaia (1997), Castelul bântuit (1999), A Prairie Home Companion (2006), The Astronaut Farmer (2007), Numărul 23 (2007), Ultimul radio show (2009), Scufița Roșie (2011), În sălbăticie (2014), Joy (2015), Better Watch Out (2017) și Her Smell (2018). 
În televiziune, Madsen a apărut în seriale ca Maddie și David (1989),  Frasier (1998), Visuri americane (2002-2003), serialul de science-fiction Străini printre noi  (2011), drama supranaturală  Vrăjitoarele din East End (2013–2014), serialul thriller politic Președinte de rezervă (2016-2017) și serialul de groază cu supereroi Creatura din mlaștină (2019). 

## Biografie
Virginia Gayle Madsen  s-a născut la Chicago, Illinois, ca fiica lui Elaine Madsen (născută Elaine Loretta Melson) care a câștigat  premiul Emmy și a lui Calvin Madsen, pompier. După ce părinții ei au divorțat la sfârșitul anilor 1960, când copiii erau mici, mama ei a părăsit o carieră în finanțe pentru a urma o carieră în arte, încurajată de criticul de film Roger Ebert. Frații lui Madsen sunt Michael Madsen, actor și Cheryl Madsen, antreprenor. Bunicii ei din partea tatălui erau danezi, iar mama sa are strămoși englezi, irlandezi, scoțieni, germani și nativi americani. Madsen a absolvit New Trier din Winnetka, Illinois.

## Viață personală

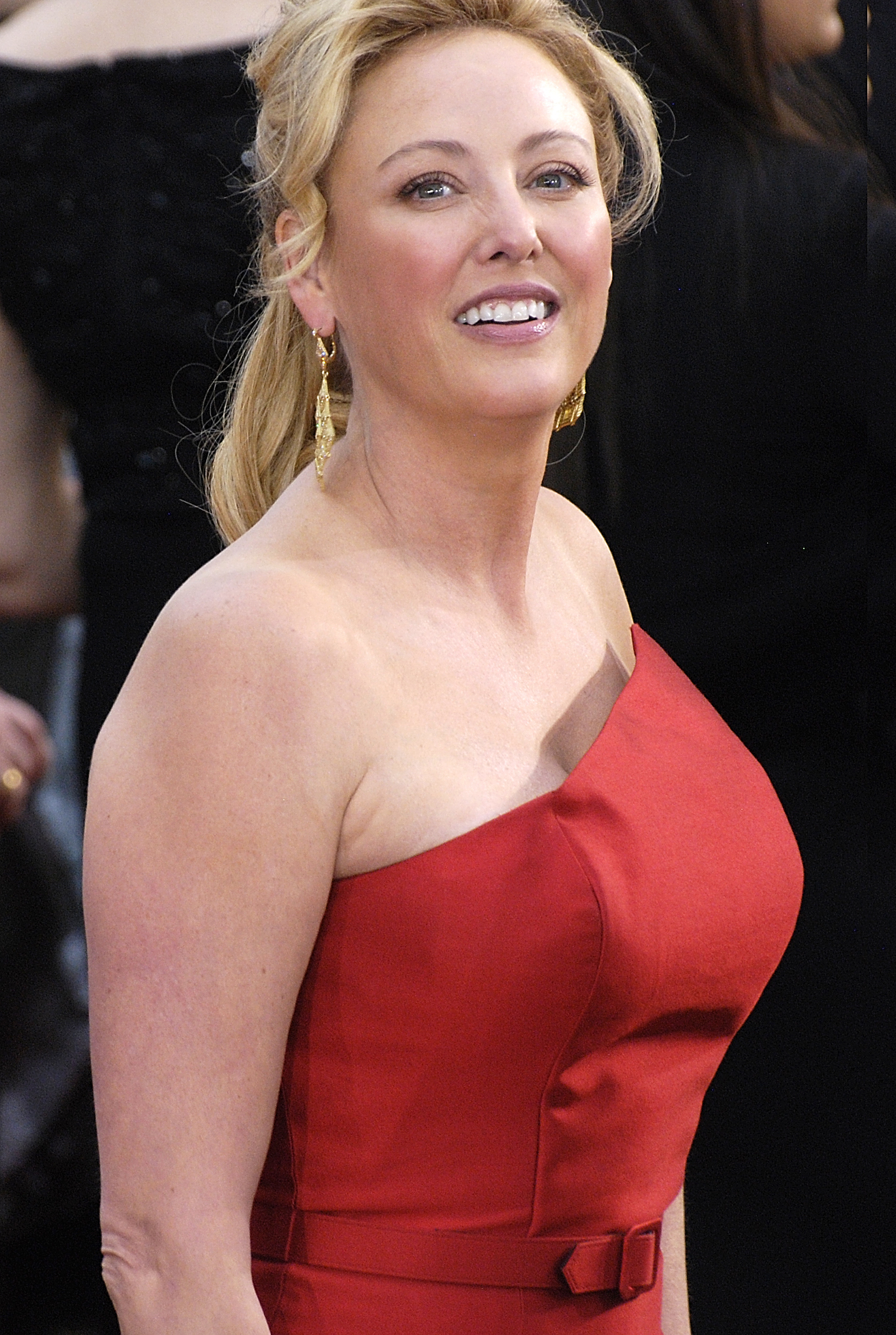
Virginia Madsen la premiile Oscar 2009.

Madsen a fost căsătorită cu actorul și regizorul Danny Huston după ce s-au întâlnit în platoul filmului Domnul North (1988). S-au căsătorit în 1989 și au divorțat în 1992. Madsen a avut o relație de lungă durată cu Antonio Sabàto Jr. din 1993 până în 1998, cu care are un singur fiu.

## Filmografie

### Film
| An   | Titlu                                  | Rol                       | Note          |
| ---- | -------------------------------------- | ------------------------- | ------------- |
| 1983 | Class                                  | Lisa                      |               |
| 1984 | Electric Dreams                        | Madeline Robistat         |               |
| 1984 | Dune                                   | Princess Irulan           |               |
| 1985 | Creator                                | Barbara Spencer           |               |
| 1986 | Fire with Fire                         | Lisa Taylor               |               |
| 1986 | Modern Girls                           | Kelly                     |               |
| 1987 | Long Gone                              | Dixie Lee Boxx            |               |
| 1987 | Slam Dance                             | Yolanda Caldwell          |               |
| 1987 | Zombie High                            | Andrea Miller             |               |
| 1988 | Mr. North                              | Sally Boffin              |               |
| 1988 | Hot to Trot                            | Allison Rowe              |               |
| 1989 | Heart of Dixie                         | Delia June Curry          |               |
| 1990 | The Hot Spot                           | Dolly Harshaw             |               |
| 1991 | Becoming Colette                       | Polaire Sorel             |               |
| 1991 | Highlander II: The Quickening          | Louise Marcus             |               |
| 1992 | Candyman                               | Helen Lyle                |               |
| 1994 | Caroline at Midnight                   | Susan Prince              |               |
| 1994 | Blue Tiger                             | Gina Hayes                |               |
| 1995 | The Prophecy                           | Katherine                 |               |
| 1996 | Just Your Luck                         | Kim                       |               |
| 1996 | Ghosts of Mississippi                  | Dixie DeLaughter          |               |
| 1997 | The Rainmaker (Omul care aduce ploaia) | Jackie Lemanczyk          |               |
| 1998 | Ballad of the Nightingale              | Mo Lewis                  |               |
| 1998 | Ambushed                               | Lucy Monroe               |               |
| 1999 | The Florentine                         | Molly                     |               |
| 1999 | The Haunting                           | Jane Vance                |               |
| 2000 | Lying in Wait                          | Vera Miller               |               |
| 2000 | After Sex                              | Traci                     |               |
| 2001 | Full Disclosure                        | Brenda Hopkins            |               |
| 2001 | Almost Salinas                         | Clare                     |               |
| 2001 | Just Ask My Children                   | Brenda Kniffen            |               |
| 2002 | American Gun                           | Penny Tillman             |               |
| 2003 | Artworks                               | Emma Becker               |               |
| 2003 | Nobody Knows Anything!                 | Prison Lawyer             |               |
| 2004 | Sideways                               | Maya Randall              |               |
| 2005 | Scooby-Doo! in Where's My Mummy?       | Cleopatra (voce)          | Direct-pe-DVD |
| 2005 | Stuart Little 3: Call of the Wild      | The Beast (voice)         | Direct-pe-DVD |
| 2006 | Firewall                               | Beth Stanfield            |               |
| 2006 | A Prairie Home Companion               | Dangerous Woman           |               |
| 2007 | The Astronaut Farmer                   | Audrey Farmer             |               |
| 2007 | The Number 23                          | Agatha Sparrow / Fabrizia |               |
| 2007 | Ripple Effect                          | Sherry Atrash             |               |
| 2007 | Cutlass                                | Robin                     |               |
| 2007 | Being Michael Madsen                   | Herself                   |               |
| 2008 | Diminished Capacity                    | Charlotte                 |               |
| 2009 | The Haunting in Connecticut            | Sara Campbell             |               |
| 2009 | Wonder Woman                           | Queen Hippolyta (voice)   | Direct-pe-DVD |
| 2009 | Amelia                                 | Dorothy Binney            | Scene șterse  |
| 2010 | Father of Invention                    | Lorraine King             |               |
| 2011 | Red Riding Hood                        | Suzette                   |               |
| 2012 | The Magic of Belle Isle                | Charlotte O'Neil          |               |
| 2013 | The Last Keepers                       | Abigail Carver            |               |
| 2013 | The Hot Flashes                        | Clementine Winks          |               |
| 2013 | Crazy Kind of Love                     | Augusta Iris              |               |
| 2014 | All the Wilderness                     | Abigail Charm             |               |
| 2015 | Walter                                 | Karen Benjamin            |               |
| 2015 | Dead Rising: Watchtower                | Maggie                    |               |
| 2015 | Burning Bodhi                          | Naomi                     |               |
| 2015 | Joy                                    | Terry Mangano             |               |
| 2016 | Burn Your Maps                         | Victoria                  |               |
| 2017 | Better Watch Out                       | Deandra Lerner            |               |
| 2017 | A Change of Heart                      | Deena                     |               |
| 2018 | 1985                                   | Eileen Lester             |               |
| 2018 | Her Smell                              | Ania Adamcyzk             |               |
| 2018 | Spare Room                             | Nat                       |               |

### Televiziune
| An         | Titlu                                               | Rol                                 | Note                              |
| ---------- | --------------------------------------------------- | ----------------------------------- | --------------------------------- |
| 1984       | American Playhouse                                  | Lou Ellen Purdy                     | Episodul: "A Matter of Principle" |
| 1985       | Mussolini: The Untold Story                         | Claretta Petacci                    | Miniserie                         |
| 1987       | Long Gone                                           | Dixie Lee Boxx                      | Film de televiziune               |
| 1988       | Gotham                                              | Rachel Carlyle                      | Film de televiziune               |
| 1989       | Third Degree Burn                                   | Anne Scholes                        | Film de televiziune               |
| 1989       | Moonlighting                                        | Annie Charnock                      | 3 episoade                        |
| 1991       | Victim of Love                                      | Carla Simons                        | Film de televiziune               |
| 1991       | Ironclads                                           | Betty Stuart                        | Film de televiziune               |
| 1991       | Love Kills                                          | Rebecca Bishop                      | Film de televiziune               |
| 1992       | A Murderous Affair: The Carolyn Warmus Story        | Carolyn Warmus                      | Film de televiziune               |
| 1993       | Linda                                               | Linda Cowley                        | Film de televiziune               |
| 1997       | The Apocalypse Watch                                | Karin De Vries                      | Film de televiziune               |
| 1998       | Star Trek: Voyager                                  | Kellin                              | Episodul: "Unforgettable"         |
| 1998       | Frasier                                             | Cassandra Stone                     | 4 episoade                        |
| 1999       | Unsolved Mysteries                                  | Co-host                             | 6 episoade                        |
| 2000       | Children of Fortune                                 | Ingrid Bast                         | Film de televiziune               |
| 2001       | Crossfire Trail                                     | Anne Rodney                         | Film de televiziune               |
| 2001       | Just Ask My Children                                | Brenda Kniffen                      | Film de televiziune               |
| 2001       | The Practice                                        | Marsha Ellison                      | 2 episoade                        |
| 2002       | Justice League (Liga Dreptății - Paradisul pierdut) | Dr. Sarah Corwin (voce)             | 2 episoade                        |
| 2002–2003  | American Dreams (Visuri americane)                  | Rebecca Sandstrom                   | 7 episoade                        |
| 2003       | Tempted                                             | Emma Burke                          | Film de televiziune               |
| 2003       | Dawson's Creek                                      | Maddy Allen                         | Episodul: "All Good Things..."    |
| 2003       | CSI: Miami                                          | Krista Walker                       | Episodul: "Death Grip"            |
| 2003       | Spider-Man: The New Animated Series                 | Silver Sable (voce)                 | 2 episoade                        |
| 2003       | Boomtown                                            | Erika Ashland                       | Episodul: "The Big Picture"       |
| 2004       | Brave New Girl                                      | Wanda Lovell                        | Film de televiziune               |
| 2005–2006  | Justice League Unlimited                            | Veronica Sinclair / Roulette (voce) | 2 episoade                        |
| 2005       | Teen Titans                                         | Arella (voce)                       | Episodul: "The Prophecy"          |
| 2006–2007  | Smith                                               | Hope Stevens                        | rol principal                     |
| 2009       | Monk                                                | T.K. Jensen                         | 3 episoade                        |
| 2010       | Scoundrels                                          | Cheryl West                         | Main role                         |
| 2011       | The Event                                           | Catherine Lewis                     | 4 episoade                        |
| 2012       | Hornet's Nest                                       | Judy Hammer                         | Film de televiziune               |
| 2012       | Hell on Wheels                                      | Mrs. Hannah Durant                  | 4 episoade                        |
| 2013       | Hatfields & McCoys                                  | Eloise McCoy                        | Pilot                             |
| 2013       | The Anna Nicole Story                               | Virgie Arthur                       | Film de televiziune               |
| 2013–2014  | Witches of East End                                 | Penelope Gardiner                   | 8 episoade                        |
| 2015       | An American Girl: Grace Stirs Up Success            | Karen Thomas                        | Film de televiziune               |
| 2015       | Lost Boy                                            | Laura Harris                        | Film de televiziune               |
| 2015       | Law & Order: Special Victims Unit                   | Beth Anne Rollins                   | Episodul: "Maternal Instincts"    |
| 2016, 2019 | Elementary                                          | Paige Cowan                         | 3 episoade                        |
| 2016       | American Gothic                                     | Madeline Hawthorne                  | rol principal                     |
| 2016       | Pickle and Peanut                                   | Jackson (voce)                      | Episodul: "Night Shift/Scalped"   |
| 2016–2017  | Designated Survivor                                 | Kimble Hookstraten                  | 16 episoade                       |
| 2017       | Voltron: Legendary Defender                         | Commander Heera (voce)              | Episodul: "Hole in the Sky"       |
| 2018       | The Truth About the Harry Quebert Affair            | Tamara Quinn                        | Miniserie                         |
| 2019       | Swamp Thing                                         | Maria Sunderland                    | 8 episoade                        |

## Awards and nominations
| An   | Lucrare nominalizată                          | Premiu                                                                                       | Rezultat     |
| ---- | --------------------------------------------- | -------------------------------------------------------------------------------------------- | ------------ |
| 1992 | Candyman                                      | Premiul Saturn pentru cea mai bună actriță                                                   | Câștigat     |
| 2004 | Sideways                                      | Boston Society of Film Critics Award for Best Cast                                           | Câștigat     |
| 2004 | Sideways                                      | Chicago Film Critics Association Award for Best Supporting Actress                           | Câștigat     |
| 2004 | Sideways                                      | Critics' Choice Movie Award for Best Acting Ensemble                                         | Câștigat     |
| 2004 | Sideways                                      | Critics' Choice Movie Award for Best Supporting Actress                                      | Câștigat     |
| 2004 | Sideways                                      | Dallas–Fort Worth Film Critics Association Award for Best Supporting Actress                 | Câștigat     |
| 2004 | Sideways                                      | Independent Spirit Award for Best Supporting Female                                          | Câștigat     |
| 2004 | Sideways                                      | Iowa Film Critics Award for Best Supporting Actress                                          | Câștigat     |
| 2004 | Sideways                                      | Los Angeles Film Critics Association Award for Best Supporting Actress                       | Câștigat     |
| 2004 | Sideways                                      | National Society of Film Critics Award for Best Supporting Actress                           | Câștigat     |
| 2004 | Sideways                                      | New York Film Critics Circle Award for Best Supporting Actress                               | Câștigat     |
| 2004 | Sideways                                      | New York Film Critics Online Award for Best Supporting Actress                               | Câștigat     |
| 2004 | Sideways                                      | Phoenix Film Critics Society Award for Best Cast                                             | Câștigat     |
| 2004 | Sideways                                      | San Francisco Film Critics Circle Award for Best Supporting Actress                          | Câștigat     |
| 2004 | Sideways                                      | Satellite Award for Best Cast – Motion Picture                                               | Câștigat     |
| 2004 | Sideways                                      | Screen Actors Guild Award for Outstanding Performance by a Cast in a Motion Picture          | Câștigat     |
| 2004 | Sideways                                      | Seattle Film Critics Award for Best Supporting Actress                                       | Câștigat     |
| 2004 | Sideways                                      | Southeastern Film Critics Association Award for Best Supporting Actress                      | Câștigat     |
| 2004 | Sideways                                      | Toronto Film Critics Association Award for Best Supporting Actress                           | Câștigat     |
| 2004 | Sideways                                      | Vancouver Film Critics Circle Award for Best Supporting Actress                              | Câștigat     |
| 2004 | Sideways                                      | Premiul Oscar pentru cea mai bună actriță în rol secundar                                    | Nominalizare |
| 2004 | Sideways                                      | Premiul Globul de Aur pentru cea mai bună actriță în rol secundar                            | Nominalizare |
| 2004 | Sideways                                      | Online Film Critics Society Award for Best Supporting Actress                                | Nominalizare |
| 2004 | Sideways                                      | Satellite Award for Best Supporting Actress – Motion Picture                                 | Nominalizare |
| 2004 | Sideways                                      | Screen Actors Guild Award for Outstanding Performance by a Female Actor in a Supporting Role | Nominalizare |
| 2004 | Sideways                                      | Washington D.C. Area Film Critics Association Award for Best Supporting Actress              | Nominalizare |
| 2006 | A Prairie Home Companion (Ultimul radio show) | Broadcast Film Critics Association Award for Best Cast                                       | Nominalizare |
| 2006 | A Prairie Home Companion (Ultimul radio show) | Gotham Independent Film Award for Best Ensemble Cast                                         | Nominalizare |

## Legături externe
- Site web oficial
- Virginia Madsen la Internet Movie Database
- Virginia Madsen la Allmovie